# قوم سالار
سالار از اقوام ترک ساکن ایالت گانسو چین هستند که در غرب شهر لانچو در حاشیه جنوبی رود هوانگهو زندگی می‌کنند. معیشت ترک‌های سالار اغلب از راه زراعت و دامپروری است.
سالارها از دو قبیله قارامان و آقمان تشکیل شده‌اند و از جمله پنجاه و شش قوم ساکن سرزمین چینند که جمهوری خلق چین آنان را به رسمیت شناخته‌است. جمعیت آنان در آخرین سرشماری (در سال ۲۰۰۰ میلادی) ۱۰۴٬۵۰۳ نفر بوده‌است و عمدتاً در چینگخای (در منطقۀ خودمختار سالارنشین شونخوا)، هوالُنگ (منطقۀ خودمختار قوم هوئی)، گانسو (در جیشینان منطقۀ خودمختار اقوام بُنان و دُنگ زیانگ و سالار) و در شین‌جیانگ (حوزه خودمختار ایل قزاق) زندگی می‌کنند. نیاکان سالارها، ترک‌های کوچندۀ اوغوز بودند که با تبتی‌ها، قوم چینیِ هان و قوم هوئی مواصلت کردند. 
سالارها مسلمانند و جامعه آنان فلاحتی و پدرسالارانه است.

## تاریخ

محمود کاشغری در دیوان لغات الترک از قوم سالغُر (صالغُر) نام برده که علامتشان بدین شکل است.

بنا به روایت کاشغری سالارها همان نژاد سالغُر اوغوزها هستند. آنان در دوران حکمرانی خاندان یوان در قرن چهاردهم و پانزدهم میلادی از سمرقند و تورفان کوچ کرده‌اند و چنین به نظر می‌رسد که آمیختن آنان با اقوام تبتی، هان و هوئی قومی دورگه به وجود آورده‌است.
روایت شده‌است که سالارها از ناحیه سمرقند به ساحل هوانگهو کوچیده‌اند. سالارها از اوایل حکومت مغولی یوان تا ابتدای قرن سیزدهم میلادی در استان چینگخای چین سکنی گزیده بودند. به هنگام فتوحات چنگیزخان، آنان به عنوان قبیله خراسانی سالیر شناخته می‌شدند. یکی از فرماندهان سالیر پذیرفت که دو قائم‌مقام خود یعنی آقمان و قرامان را به عنوان سرباز اجیر به لشکر مغول تسلیم کند. این‌چنین ترکمنان سالیر مانع قتل و ویرانی‌ای شدند که لشکریان مغول بر امپراتوری خوارزمشاهیان نازل می‌کردند. چهل سال بعد از غلبه چنگیزخان بر خوارزم دو قائم مقام سالیر، آقمان و قرامان نیز در محاصره دیااُیو در سی چوآن شرکت جستند که دژ سلسله سانگ بود. بعداً قرامان و نیروهای تحت امرش سمرقند را (که امروزه جزو ازبکستان است) ترک کردند و در ناحیه چینگخای ساکن شدند؛ جایی که امروزه به شونخوا معروف است. اعقاب قرامان هنوز زبان ترکی خود را که به زبان سالار معروف است، حفظ کرده‌اند.
طبق عقیده قوم سالار، اجدادشان در طی قرون چهاردهم و پانزدهم احتمالاً از یک قبیله اوغوز از ترکان سلجوقی نهایتاً در ایالت کانسو (محل کنونی‌شان) مقیم شده‌اند.
در سراسر دوره تاریخی سالارها این اعتقاد وجود داشته‌است که اجداد آنان با تبتی‌ها، قوم چینی هان و مغولان ادغام شده‌اند تا آنکه سالار امروزی شکل یافته‌است. حاصل شورش سالارها در سال ۱۷۸۱ برای ترکان سالار فاجعه‌آمیز بود؛ همچنانکه ارتش خاندان Qing به شدت این قیام را سرکوب کرد؛ به گونه‌ای که ۴۰٪ از کل جمعیت سالارها در این واقعه کشته شدند.

## دین
اکثر ترکهای سالار در سال ۱۷۵۰به دین اسلام گرویده‌اند. تعداد مساجد آنان در سال ۱۹۸۰ بالغ بر هشتاد بوده‌است. سالارها با وجود همزیستی با تبتی‌ها شدیداً با آیین بودایی مقابله کرده‌اند.
یکی از دو فرقه عمده نقشبندیه موسوم به آق‌تاغلیق یا آفاقیه پیروان بسیاری در میان سالارها و هوئی‌های گانسو و چینگخای دارد.

## فرهنگ

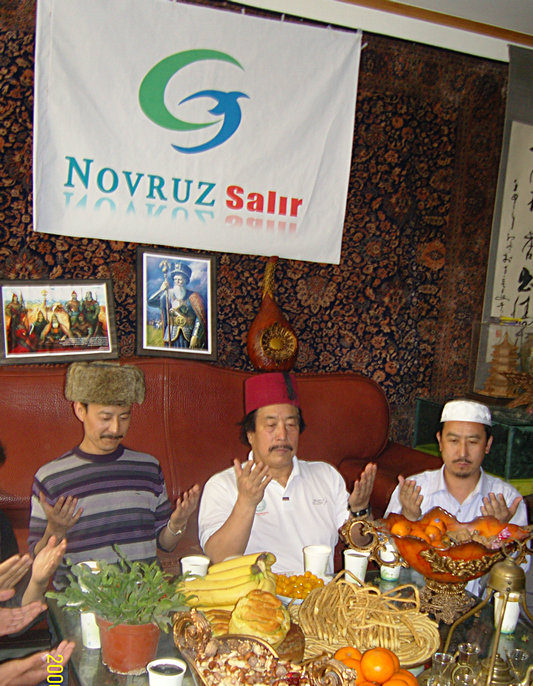
مردم سالار در حال دعا و برپایی آیین نوروز در چین

پوشش خاص قوم سالار بسیار به مسلمانان دیگر در آن منطقه شبیه‌است. اغلب مردان معمولاً محاسن دارند، پیراهن سفید می‌پوشند و عرقچین سفید یا سیاه بر سر می‌گذارند. دختران جوان عادت دارند که لباسهای چینی با رنگ روشن بپوشند؛ اما زنان لباسهای سنتی سیاه یا سفید می‌پوشند.
سالارها ساز زهی موسوم به Kouxuan دارند که در ساخت آن نقره یا مس (در ویکی‌پدیای ترکی: سیم مسی یا نقره‌ای) به کار می‌رود و فقط زنان آن را می‌نوازند.
سالارها در دوران حکمرانی امرای مغول یوان، در ایالت چینگخای چین بوده‌اند. آنان قرنهاست که زبان ترکی اوغوزی خود را حفظ کرده‌اند که بسیار به زبان ترکمنی مورد تکلم در قراقوم شبیه‌است.
بسیاری از سنن ترکمنی کوچ‌گری از میان رفته و موسیقی ترکمنی به فراموشی سپرده شده‌است. خیلی از غیرمذهبی‌های سالار به موسیقی مناسب تبتی یا مغولی (مغولان مسلمان ساکن در چینگخای) روی آورده‌اند.